# Przystronie (Łagiewniki)

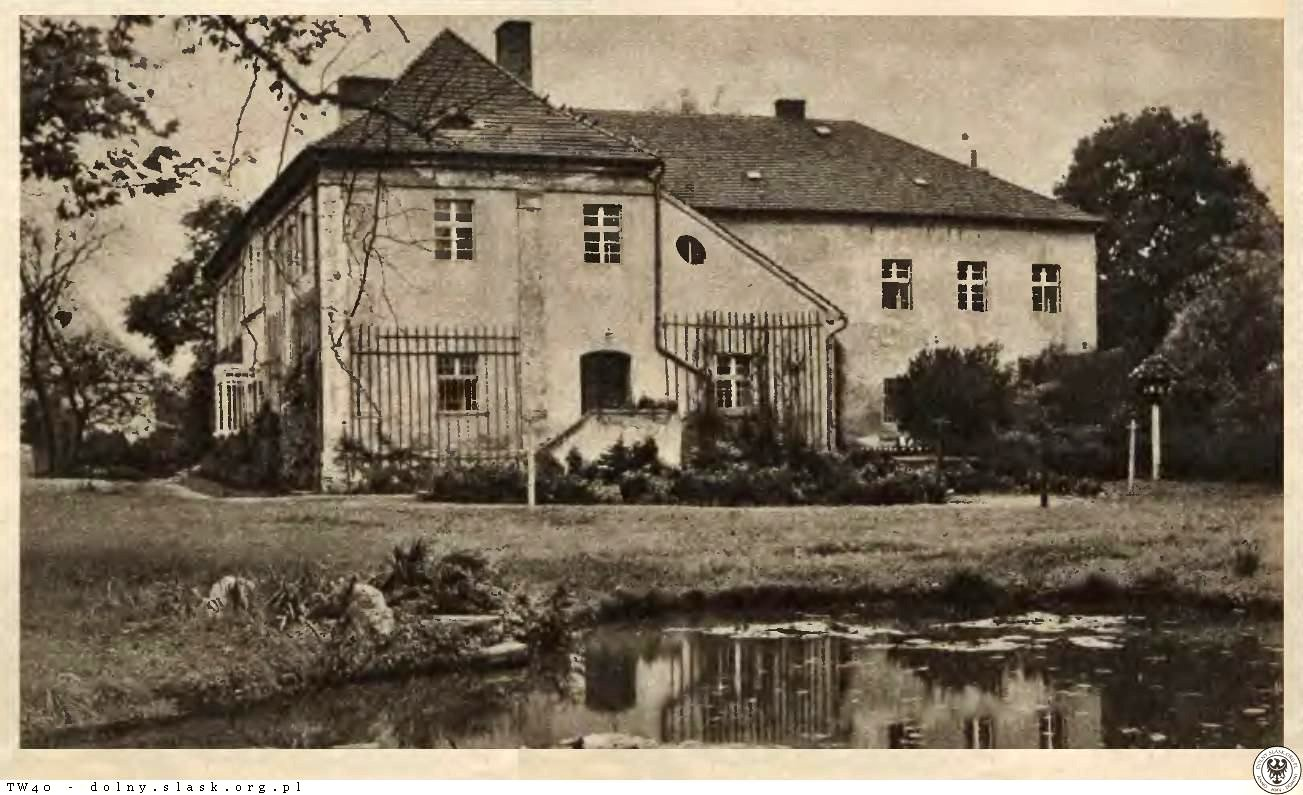
Schloss Pristram

Przystronie (deutsch: Pristram, 1937–1945 Breitental in Schlesien) ist ein Ort in der Landgemeinde Łagiewniki (Heidersdorf) im Powiat Dzierżoniowski (Kreis Reichenbach) der Woiwodschaft Niederschlesien in Polen.

## Lage
Przystronie liegt ca. 20 Kilometer nordöstlich von Dzierżoniów (Reichenbach). Nachbarorte sind Ligota Wielka (Groß Ellguth) im Westen, Wilków Wielki (Groß Wilkau) und Kietlin (Kittelau) im Süden, Łagiewniki (Heidersdorf) im Norden, Sienice (Senitz) und Księginice Wielkie (Groß Kniegnitz) im Osten.

## Geschichte
„Pristram“ wurde 1370 erstmals erwähnt. Nach dem Ersten Schlesischen Krieg fiel es 1741/42 mit dem größten Teil Schlesiens an Preußen. Die alten Verwaltungsstrukturen wurden aufgelöst und Pristram in den Landkreis Nimptsch eingegliedert. Im 18. Jahrhundert gehörte das Gut den Herren von Tschirschky. 1783 war der Besitzer Karl Heinrich von Prittwitz. 1840 erstand es Otto von Schweinichen für 60.000 Reichstaler. 1845 zählte Pristram 40 Häuser, ein herrschaftliches Schloss und Vorwerk, eine Freischoltisei, 294 überwiegend evangelische Einwohner (15 katholisch), evangelische Kirche zu Ober-Panthenau, katholische Kirche zu Heidersdorf, eine Windmühle, eine Brau- und Brennerei, ein Schmied, zwei Höcker und einen Riemenschneider.
Seit 1874 gehörte die Landgemeinde Pristram zum Amtsbezirk Quanzendorf, das Standesamt befand sich in Groß-Wilkau. Ende des 19. Jahrdunderts war das Gut Pristram mit damals 261 ha in bürgerlichen Händen, Eigentümer Adolf Rohde, kgl. Domänenpächter in Rothschloß. Im Ort lebten damals 310 Einwohner.
Zum 1. Oktober 1932 wurde der Landkreis Nimptsch aufgelöst und Pristram dem Landkreis Reichenbach zugeteilt, mit dem es bis 1945 verbunden blieb. 1937 wurde es in Breitental umbenannt.
Als Folge des Zweiten Weltkriegs fiel Breitental mit dem größten Teil Schlesiens 1945 an Polen. Nachfolgend wurde es in Przystronie umbenannt. Die deutsche Bevölkerung wurde – soweit sie nicht schon vorher geflohen war – vertrieben. Die neu angesiedelten Bewohner waren teilweise Zwangsumgesiedelte aus Ostpolen, das an die Sowjetunion gefallen war.

## Sehenswürdigkeiten
- Schoss Pristram[7]

## Persönlichkeiten
- Carl Julius Wilhelm von Prittwitz und Gaffron (1758–1835), preußischer Landrat